# Club de Radioaficionados de Guatemala
Der Club de Radioaficionados de Guatemala (CRAG), deutsch „Guatemaltekischer Amateurfunkverband“, wörtlich „Verein der Funkamateure von Guatemala“, ist die nationale Vereinigung der Funkamateure in Guatemala.

## Geschichte
Der CRAG ist ein gemeinnütziger sozialer Verein, der 1947 in Guatemala-Stadt gegründet wurde, um die Funkamateure im Land zusammenzubringen. Er unterrichtet zum Thema Amateurfunk und koordiniert die Zusammenarbeit der Funkamateure im Land. Ziel ist, die gegenseitige Unterstützung zur Lösung technischer Probleme sowie die Zusammenarbeit mit Telekommunikations- und Notfallbehörden im Falle einer Katastrophe oder bei Notfällen.
Er fördert die Weiterentwicklung des Amateurfunks im Lande, unterstützt seine Mitglieder in wissenschaftlicher und kultureller Hinsicht und achtet auf die Bewahrung der moralischen und ethischen Grundsätze.
Der CRAG ist Mitglied in der International Amateur Radio Union (IARU Region 2), der internationalen Vereinigung von Amateurfunkverbänden, und vertritt dort die Interessen der Funkamateure des Landes.